# Hans van Delft
Johannes Cornelis Maria (Hans) van Delft (Nijmegen, 3 juni 1946 – Lent, 24 maart 2020) was een Nederlands zakenman en sportbestuurder. Van Delft was van 8 april 1997 tot 1 juli 2006 voorzitter van de Nijmeegse betaald-voetbalclub N.E.C..

## Loopbaan
Van Delft doorliep de HBS en deed zelf aan tennis. Hij ging werken in de door zijn vader gestarte Nijmeegse papierbedrijf Depa (Delft Papier). Na het overlijden van zijn vader in 1979 nam hij de leiding over van het bedrijf. Van Delft richtte zich op de handel in zuid-oost Azië en het bedrijf produceerde naast papier ook allerhande plasticverpakkingsmaterialen in twee fabrieken in China. In 1989 verkocht Van Delft Depa waarna hij de Quote 500 haalde. Hierna richtte hij zich op commercieel vastgoed. Van Delft was actief als bestuurslid van Actief Comité Binnenstad Nijmegen, de organisator van de Vierdaagsefeesten. Hij was ook eigenaar van het Vlaams Arsenaal.
In 1997 volgde Van Delft Lex Coenen op als voorzitter van de Nijmeegse betaaldvoetbalclub N.E.C.. Onder zijn leiding werd het Goffertstadion vernieuwd, de businessclub uitgebreid en behaalde de club in 2003 Europees voetbal. Door supporters werd hij liefkozend de "Grote Dikke Leider" (GDL) genoemd. Hij werd in 2006 opgevolgd door Vincent Paes.
In 2008 eindigde Van Delft als tweede bij de verkiezing van de 'machtigste Nijmegenaar' van dagblad De Gelderlander, na wethouder Paul Depla. Bij zijn afscheid als voorzitter werd hij benoemd tot erevoorzitter van de club. Tevens ontving hij uit handen van burgemeester Guusje ter Horst middels de 'Zilveren erepenning' het ereburgerschap van de stad Nijmegen.  Van Delft was bestuurder van de Eredivisie CV en bleef aan N.E.C. verbonden als bestuurslid van de Stichting Administratiekantoor (STAK) van de club en als lid van de groep investeerders rond de club. Daarnaast was hij ook betrokken bij het Daktimo tennistoernooi voor oud-tennisprofs in Molenhoek, waar hij geruime tijd woonachtig was. Hans van Delft overleed in maart 2020 aan de gevolgen van kanker in zijn woning op het stadseiland Veur-Lent vanwaaruit hij over de Waal uitkeek op de stad Nijmegen. Van Delft werd begraven op Rustoord in Nijmegen.